# Vimmerby landskommun
Vimmerby landskommun var en tidigare kommun i Kalmar län.

## Administrativ historik
Det kunde tidigare förekomma att såväl en stad som en närliggande landskommun hade samma namn. Denna kommun inrättades när 1862 års kommunalförordningar trädde i kraft i Vimmerby socken i Sevede härad i Småland.
Den 1 januari 1947 (enligt beslut den 22 februari 1946) överfördes från Vimmerby landskommun och Vimmerby landsförsamling till Vimmerby stad och Vimmerby stadsförsamling fastigheten Näs 2:1 samt delar av fastigheterna Näs 1:1 och 1:2, omfattande en areal av 1,20 km², varav 1,19 km² land, och med 42 invånare. Samma datum överfördes i motsatt riktning - från staden till Vimmerby landskommun - vissa områden, omfattande en areal av 1,96 km², varav 1,90 km² land, och med 9 invånare.
Vid kommunreformen 1952 gick den upp i nybildade Sevede landskommun.
Området ingår sedan 1971 i Vimmerby kommun.

### Kyrklig tillhörighet
I kyrkligt hänseende tillhörde landskommunen Vimmerby landsförsamling, som den 1 januari 1965 sammanslogs med Vimmerby stadsförsamling för att bilda Vimmerby församling.

## Politik

### Mandatfördelning i valen 1942-1946
| 10 | 11 |  | 3 |

| 25 |

|  | 9 | 14 |  |

| 23 |